# Ernst-Joachim Mestmäcker
Ernst-Joachim Mestmäcker (* 25. September 1926 in Hameln; † 22. April 2024 in Hamburg) war ein deutscher Rechtswissenschaftler.

## Leben
Mestmäcker promovierte 1953 an der Johann Wolfgang Goethe-Universität Frankfurt am Main, wo er 1958 auch habilitiert wurde. Ab 1959 war er ordinierter Professor und lehrte in Washington D.C., Saarbrücken, Münster, Bielefeld (wo er gleichzeitig Gründungsrektor von 1967 bis 1969 war) und Hamburg. Daneben war er in den Jahren 1965, 1976 und 2000 Gastprofessor an der University of Michigan. Von 1979 bis 1994 war er Direktor am Max-Planck-Institut für ausländisches und internationales Privatrecht.
Mestmäcker war von 1960 bis 2006 Mitglied des Wissenschaftlichen Beirats beim Bundesministerium für Wirtschaft und Technologie. Von 1960 bis 1970 war er Sonderberater der EWG-Kommission für Wettbewerbspolitik und Rechtsangleichung, von 1973 bis 1978 Vorsitzender der nach § 24 GWB gebildeten Monopolkommission und ist seit 1997 Mitglied und von Januar 2000 bis 2002 Vorsitzender der Kommission zur Ermittlung der Konzentration im Medienbereich (KEK). Mestmäcker war Seniormitglied der Akademie der Wissenschaften in Hamburg. 1989 wurde er als ordentliches Mitglied in die Academia Europaea aufgenommen.
Seine Forschungsschwerpunkte waren das deutsche, europäische und internationale Wirtschaftsrecht, mit Schwerpunkt Wettbewerbs- und Urheberrecht. Mestmäcker war Mitherausgeber der Zeitschrift ORDO – Jahrbuch für die Ordnung von Wirtschaft und Gesellschaft.
Mestmäcker starb am 22. April 2024 im Alter von 97 Jahren in Hamburg.

## Veröffentlichungen (Auswahl)
- Die Vermittlung von europäischem und nationalem Recht im System unverfälschten Wettbewerbs., Gehlen, 1969
- Die Wiederkehr der bürgerlichen Gesellschaft und ihres Rechts in: Jahrbuch der Max-Planck-Gesellschaft 1991, S. 24 ff.
- mit Heike Schweitzer: Netzwettbewerb, Netzzugang und „Roaming“ im Mobilfunk. Eine Untersuchung nach TKG, GWB und dem Recht der EG. Nomos, Wirtschaftsrecht der internationalen Telekommunikation Band 38, Baden-Baden 1999, ISBN 3-7890-6130-1
- mit Heike Schweitzer: Europäisches Wettbewerbsrecht. C.H. Beck, 2. Auflage, 2004, ISBN 3-406-33065-7
- Wirtschaft und Verfassung in der Europäischen Union. Nomos, 2. Auflage, 2006, ISBN 3-8329-1843-4
- Franz Böhm in: Grundmann/Riesenhuber (Hrsg.), Deutschsprachige Zivilrechtslehrer des 20. Jahrhunderts in Berichten ihrer Schüler. deGruyter, Berlin 2007
- A Legal Theory Without Law - Posner v. Hayek on Economic Analysis of Law . Mohr Siebeck. 2007, ISBN 978-3-16-151072-4

## Auszeichnungen
- Ludwig-Erhard-Preis für Wirtschaftspublizistik, 1980
- Bundesverdienstkreuz 1. Klasse des Verdienstordens der Bundesrepublik Deutschland, 1981
- Ehrensenator der Universität Bielefeld, 1983
- Ernst-Hellmut-Vits-Preis der Ges. zur Förderung der Westfälischen Wilhelms-Univ. Münster, 1984
- Erasmus Medal der Academia Europaea, 1993
- Orden Pour le Mérite für Wissenschaften und Künste, 1994
- Hanns Martin Schleyer-Preis, 1997
- Großes Verdienstkreuz mit Stern des Verdienstordens der Bundesrepublik Deutschland, 1997
- Ehrendoktorwürde der Universität Bielefeld, 2009